# Новосибірський маніяк
Новосибірський маніяк — невідомий серійний вбивця, який убив у 1998–2006 в Новосибірську 17 повій. Попри пошуки, підозрювані відсутні.

## Вбивства
У період з 1998 по 2006 роки в околицях Новосибірська стали знаходити розчленовані трупи повій. Тіла були настільки пошкоджені, що більшість з них не змогли впізнати. Всі вбиті були молодими дівчатами у віці від 19 до 30 років: брюнетки, з довгим волоссям, стрункою фігурою. Поруч з ними були знайдені язичницькі обереги (дерев'яні кілочки, амулети), на шкірі убитих були вирізані стрілки та пентаграми.

## Розслідування
Слідство довгий час не могло зв'язати всі вбивства в єдину серію. Тільки у 2005 році детективи зрозуміли, що у місті з'явився серійний вбивця.
Лише у 2008 році за описами свідків були складені два фотороботи чоловіків віком 40-45 і 45-55 років із застереженням: один з них може проходити не як підозрюваний у справі, а як свідок.
У 2006 році вбивства припинилися. За версією співробітників МВС, вбивці вже може не бути в живих.
Під час розслідування цієї справи був виявлений інший вбивця, на рахунку якого 13 смертей.